# 스테레오포닉스
스테레오포닉스(Stereophonics)는 1991년 웨일스 사이넌 밸리의 쿰브란에서 결성된 얼터너티브 록 밴드이다. 현재는 보컬리스트이자 기타리스트인 켈리 존스, 베이시스트이자 백보컬을 맡고 있는 리차드 존스, 드러머인 제이미 모리슨 그리고 기타리스트이자 백보컬인 아담 지다니로 구성되어 있으며 키보드는 세션 멤버인 토니 커크엄이 담당하고 있다. 스테레오포닉스는 8장의 정규 앨범을 발매했으며 그 중 5장은 영국 음반 차트 1위를 기록했다. 2008년 11월에는 컴필레이션 앨범인 Decade in the Sun을 발매하는데 이 또한 영국 음반 차트 2위를 기록했다. 2013년 3월, 스테레오포닉스는 그들 자신의 레이블인 Stylus Records에서 8번째 정규 앨범인 Graffiti on the Train을 발매하며 영국 음반 차트 3위를 차지한다.
2010년 7월 스테레오포닉스는 펜타포트 락 페스티벌에서 데뷔 후 첫 내한 공연을 가졌으며 2013년 안산 밸리 락 페스티벌에서 두 번째 내한 공연을 가졌다.

## 구성원
현재 구성원
- 켈리 존스 (Kelly Jones) – 리드 보컬, 기타, 건반 악기 (1992년 ~ 현재)
- 리처드 존스 (Richard Jones) – 베이스 기타, 백킹 보컬, 피아노 (1992년 ~ 현재)
- 제이미 모리슨 (Jamie Morrison) – 드럼 (2012 ~ 현재)
- 아담 진다니 (Adam Zindani) – 기타, 백킹 보컬 (2007년 ~ 현재)

이전 구성원
- 스튜어트 케이블 (Stuart Cable) – 드럼셋, 타악기, 백킹 보컬 (1992년 ~ 2003년)
- 하비에르 웨일러 (Javier Weyler) – 드럼셋, 타악기 (2004년-2012년)

## 음반 목록
정규 음반
1. Word Gets Around (1997년)
2. Performance and Cocktails (1999년)
3. Just Enough Education to Perform (2001년)
4. You Gotta Go There to Come Back (2003년)
5. Language. Sex. Violence. Other? (2005년)
6. Pull the Pin (2007년)
7. Keep Calm and Carry On (2009년)
8. Graffiti on the Train (2013년)
9. Keep the Village Alive (2015년)
10. Scream Above the Sounds (2017년)
11. Kind (2019년)
12. Oochya! (2022년)
13. Make 'em Laugh, Make 'em Cry, Make 'em Wait (2025년)